# Нгизим (язык)
Нгизим (также нгеззим, нгизмава; англ. ngizim, ngezzim, ngizmawa) — язык народа нгизим, один из языков западночадской ветви чадской семьи.
Распространён в северо-восточных районах Нигерии. Численность говорящих — около 80 000 человек (1993). Письменность на основе латинского алфавита.

## Классификация
Во всех классификациях язык нгизим включается в западный ареал чадских языков, противопоставленный центральному и восточному ареалам. При этом место языка нгизим в пределах западночадского языкового объединения и круг его близкородственных языков в каждой из классификаций определяется по-разному.
Согласно классификации чадских языков, опубликованной в работе С. А. Бурлак и С. А. Старостина «Сравнительно-историческое языкознание», язык нгизим вместе с языками баде, дувай, айюкава и ширава входит в группу баде-нгизим подветви баучи-баде.
По классификации, представленной в справочнике языков мира Ethnologue, нгизим вместе с языком баде включён в подгруппу баде (собственно баде) группы B1 подветви B.
В классификации чадских языков, опубликованной в лингвистическом энциклопедическом словаре в статье В. Я. Порхомовского «Чадские языки», нгизим вместе с языками баде и дувай включён в подгруппу баде, непосредственно входящую в западночадскую ветвь.
В классификации афразийских языков британского лингвиста Роджера Бленча подгруппа языков, включающая баде, дувай, нгизим, айюк (айюкава), шира (ширава) и тешена, входит в группу баде-варджи подветви B (в одной из своих более поздних работ автор отнёс идиом ширава к диалектам языка баде).
В классификации чешского лингвиста Вацлава Блажека подгруппа языков, включающая баде, нгизим, дувай, шира и тешена, отнесена к группе северных языков баучи.
Язык нгизим имеет 63 % лексических сходств с близкородственным языком баде. При этом взаимопонимаемость с баде, как и с другим родственным языком дувай, отсутствует.

## Лингвогеография

### Ареал и численность

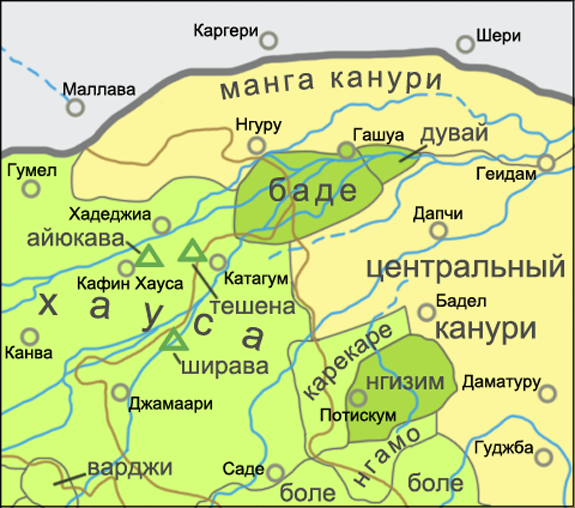
Ареал языка нгизим на карте распространения языков баде-нгизим

Ареал языка нгизим размещён в северо-восточных районах Нигерии к юго-востоку от города Потискум — в районе Даматуру, входящем в штат Йобе.
Область распространения языка нгизим географически удалена от ареалов близкородственных ему языков баде и дувай (находится в 80—100 км к югу от них) и не имеет с ними границ — их разделяет территория распространения языка центральный канури. С севера, запада и юга к ареалу языка нгизим примыкают ареалы западночадских языков: с севера и запада — ареал языка карекаре, с юга — ареал языка нгамо. На востоке область распространения языка нгизим граничит с ареалом западносахарского языка центральный канури.
Численность носителей языка нгизим, согласно данным справочника Ethnologue, составляет около 80 000 человек (1993). По данным сайта Joshua Project, численность говорящих на языке нгизим составляет 152 000 человек (2016).

### Социолингвистические сведения
Несмотря на небольшое число говорящих, положение языка нгизим описывается в справочнике Ethnologue как достаточно устойчивое; он активно используется всеми поколениями его носителей, хотя и ограничен бытовым общением (стандартная форма отсутствует). Имеются словарь (нгизим-английский-хауса) и грамматика языка нгизим. По вероисповеданию представители народа нгизим являются мусульманами.

### Диалекты
Диалектные различия в языке нгизим выражены незначительно; диалектное членение для этого языка не разработано.

## Письменность
Алфавит языка нгизим включает 29 букв:
| Ə | A | B | Ɓ | C | D | Ɗ | E | F | G | H | I | J | K | L | M | N | O | P | R | R̃ | S | T | U | V | W | Y | ʼY | Z |
| ə | a | b | ɓ | c | d | ɗ | e | f | g | h | i | j | k | l | m | n | o | p | r | r̃ | s | t | u | v | w | y | ʼy | z |

Для отображения на письме латеральных фрикативных согласных звуков в языке нгизим используются диграфы dl (для звонкого) и tl (для глухого). Также используются диграфы sh и zh.

## История языка
Согласно устной традиции Борну, современная область распространения языка нгизим сложилась в результате переселения народа нгизим вместе с баде из области Канем в XIV веке.

## Лингвистическая характеристика
Язык нгизим относится к тональным языкам; для его вокалической системы характерны противопоставление долгих и кратких гласных и наличие фонемы ə (ɨ в МФА). Система согласных включает глухой и звонкий латеральные фрикативы tl и dl и губно-зубную v. Как и в диалекте гашуа языка баде и в языке дувай, в нгизим выделяется противопоставление согласных фонем r и r̃ — первая из них реализуется как ретрофлексный одноударный согласный (ɽ — в МФА), вторая — как дрожащий согласный.

## История изучения
Одним из первых исследования языка нгизим провёл в 1969—1970 годах лингвист Рассел Шу. Результатом его работ стал ряд публикаций, в том числе издание словаря в 1981 году. Позднее он возвращался к изучению нгизим в течение коротких периодов в 1970-х и 1980-х годах. В 2000-х годах под руководством Рассела Шуха была начата реализация масштабного проекта по изучению языков штата Йобе (Yobe Languages Research Project), в рамках которого проведены всесторонние исследования и документация языка нгизим.